# Notorynchus cepedianus
Requin plat-nez
Espèce
Synonymes
- Heptanchus indicus (Agassiz, 1838)[2] [3]
- Heptanchus pectorosus (Garman, 1884)[2] [3]
- Heptrachias pectorosus Garman, 1884[2] [3]
- Heptranchias cepedianus (Péron, 1807)[2] [3]
- Heptranchias haswelli Ogilby, 1897[2] [3]
- Heptranchias pectorosus Garman, 1884[2] [3]
- Heptranchias spilotus Lahille, 1913[2] [3]
- Notidanus ferox Perez Canto, 1886[3]
- Notidanus ferox Pérez Canto, 1886[2]
- Notidanus indicus Agassiz, 1838[2] [3]
- Notidanus medinae Philippi, 1902[2] [3]
- Notidanus wolniczkyi Philippi, 1902[2]
- Notorhynchus borealis Gill, 1864[2]
- Notorhynchus cepedianus (Péron, 1807)[2]
- Notorhynchus maculatus Ayres, 1855[2]
- Notorhynchus ocellatus Devincenzi, 1920[2]
- Notorhynchus platycephalus (Tenore, 1809)[2]
- Notorynchus indicus (Agassiz, 1838)[2]
- Notorynchus macdonaldi Whitley, 1931[2]
- Notorynchus maculatum Ayres, 1855[2]
- Notorynchus maculatus Ayres, 1855[2]
- Notorynchus pectorosus (Garman, 1884)[2]
- Notorynchus platycephalus (Tenore, 1809)[2]
- Squalus cepedianus Péron, 1807[2] [4]
- Squalus platycephalus Tenore, 1809[2]

Statut de conservation UICN

 VU  : Vulnérable
Répartition géographique
Le requin plat-nez (ou requin malais, requin à sept fentes branchiales ou requin à sept branchies), Notorynchus cepedianus, est une espèce de requins primitifs possédant 7 paires de fentes branchiales. Il vit dans l'Atlantique et le Pacifique, de la surface à -570 mètres. Il peut atteindre 3,50 mètres de long et vivre 50 ans.
C’est la seule espèce actuelle du genre Notorynchus qui comprend aussi des espèces fossiles.

## Description
Le requin malais a une large tête nettement pointue avec une petite bouche et de petits yeux.
Son corps est gris à brun avec de nombreuses petites taches noires (cependant certain spécimens sont unis ou mouchetés de blanc) et une nageoire dorsale à apex noir chez les nouveau-nés, s'effaçant avec l'âge comme pour le requin perlon.

## Répartition géographique

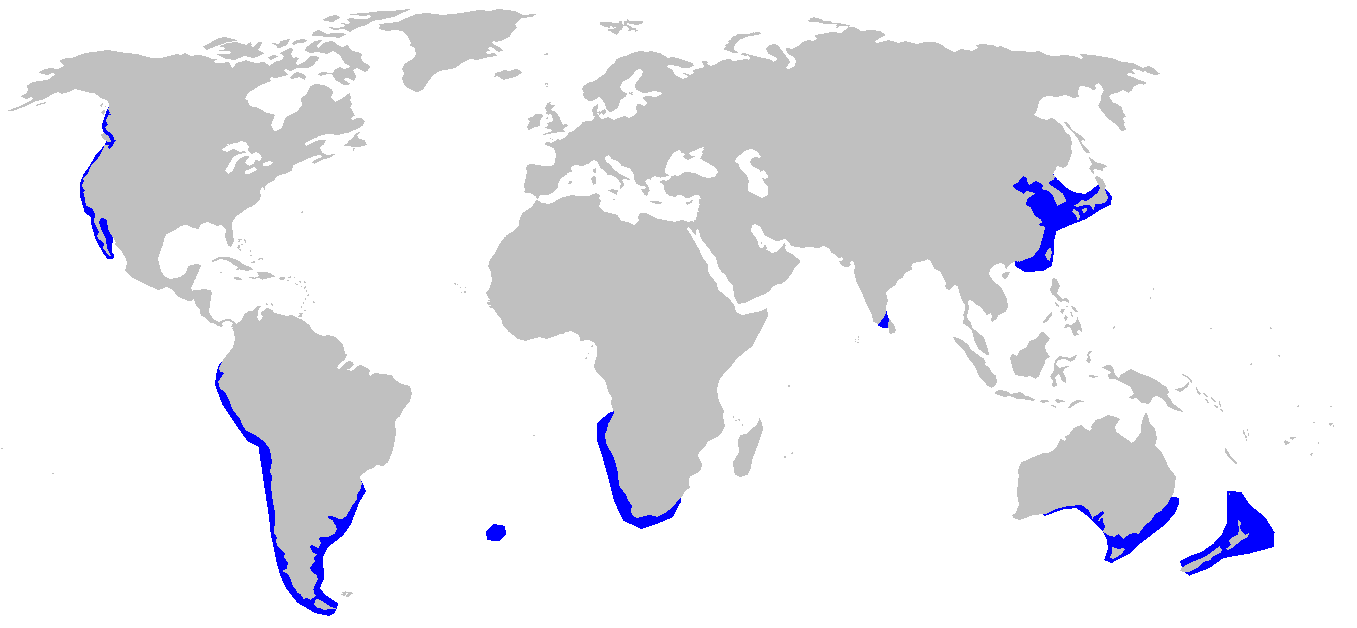
Carte de répartition géographique de Notorhynchus cepedianus

Le requin plat-nez est connu de l'océan Pacifique occidental au large de la Chine, du Japon, de l'Australie et de la Nouvelle-Zélande, de l'océan Pacifique oriental au large du Canada, des États-Unis et du Chili, et de l'océan Atlantique sud proche des côtes de l'Argentine et de l'Afrique du Sud. 

## Biologie
Les individus âgés ont tendance à vivre dans des environnements de pleine mer plus profonds, jusqu'à 136 m. La plupart des individus vivant près des côtes dans les baies peu profondes (jusqu'à 50 m), soit dans les eaux moins profondes des plateaux continentaux et des estuaires. Ces requins sont principalement benthiques, se déplaçant sur le fond de la mer, et remontant de manière occasionnelle à la surface.
Ce requin est très sociable et est capable de chasser en groupe de façon coopérative.